# Спартано-тегейская война
Спартано-тегейская война — вооруженный конфликт между Спартой и аркадским городом Тегеей в середине VI века до н. э. Началась при царях Леонте и Агасикле, спартанцы постоянно терпели поражения. Война закончилась при Анаксандриде II и Аристоне в ок. 550 году до н. э. Пифия приказала найти останки Ореста, чтобы победить. Это смог сделать спартанец Лиха, откопав их во дворе кузнеца в Тегее, после чего Спарта захватила большую часть Пелопоннеса. Спарта заключила с Тегеей мирный договор, который считается образцовым договором для вступления в Пелопоннесский союз

## Предыстория
Для Спарты Аркадия была важным регионом из-за своего географического положения: вход в Среднюю Грецию и буферная зона при нападениях на Лаконию и Мессению. Также аркадяне были не согласны с политикой Спарты: во время Первой и Второй Мессенских войн они стояли за сторону мессенцев, принимали их на своей земле, а также помогали илотам в восстаниях.

## Ранние битвы
Война с Тегеей началась при царях Леонте и Агасикле в первой половине VI века до н. э. Согласно Геродоту, спартанцы после реформ Ликурга и его смерти «переменили свои дурные законы на хорошие» и жили в изобилии и процветании. Они больше не были довольны миром и считали, что превосходят аркадцев, поэтому обратились к Пифии с вопросом, смогут ли они покорить их землю. Она ответила:

Просишь Аркадию всю? Не дам тебе: многого хочешь!
Желудоядцев-мужей обитает в Аркадии много,
Кои стоят на пути. Но похода все ж не возбраняю.
Дам лишь Тегею тебе, что ногами истоптана в пляске,
Чтобы плясать и поля ее тучные мерить веревкой.Геродот, История, I, 66
Геродот назвал изречение оракула двусмысленным, но несмотря на это спартанцы собрались завоевать тегейцев, взяв с собой оковы, чтобы пленить их. По мнению Л. Г. Печатновой, оракул имел ввиду, что им достанутся земледельческие угодья. Также она считает, что спартанцы хотели завоевать Аркадию по такому же принципу как Мессению: завоевать ближайший город, Тегею, сделать жителей илотами и разбить Тегеатиду на клеры (наделы). В битве спартанцы потерпели поражение. Пленённые спартанцы были закованы в свои же оковы. Они отмеряли мерной верёвкой участок земли и как рабы вспахивали его. Позже оковы были помещены в храм Афины Алеи в Тегее и, по словам Геродота, сохранились до его времени. По мнению Печатновой, эта битва была лишь одной из множества, и во всех, согласно Геродоту, спартанцы проигрывали.

## Подчинение Тегеи
При Анаксандриде II и Аристоне около 550 года до н. э. была окончена спартано-тегейская война Спартанцы обратились в Дельфы с вопросом, какому божеству молиться, чтобы победить. Пифия приказала найти кости Ореста. Спартанцы не смогли их отыскать и снова обратились к ней, чтобы узнать их расположение. Пифия направила их в Тегею. Во время перемирия между городами спартанец Лиха встретил кузнеца, рассказавшего о том, как он нашёл чей-то гроб, когда копал колодец в своём дворе. Лиха, сопоставив слова Пифии, заключил, что в гробе находятся останки Ореста. Затем он вернулся в Спарту, рассказав о всём, и для вида его изгнали, обвинив в вымышленном преступлении. Вернувшись в Тегею, Лиха рассказал кузнецу о своём несчастье и убедил его сдать ему свой двор. Раскопав кости, он вернулся в Спарту. Останки были захоронены около статуи царя Полидора. По словам Геродота, после этого спартанцы стали сильнее тегейцев и захватили большую часть Пелопоннеса. По мнению П. Картледжа, спартанцы, владея двумя пятыми полуострова, захватили как минимум ещё одну пятую. Хаксли считает, что это произошло в середине VI века до н. э. По мнению Печатновой, возможно, эфор Хилон был автором идеи поиска останков Ореста.

## Мирный договор
По Плутарху, спартанцы заключили с Тегеей мирный договор, текст которого был написан на столбе, поставленного на берегу Алфея. Согласно единственной известной части договора: «Мессенцев изгнать из края и добрыми никого не делать». Аристотель истолковал это, как запрет на убийство тех тегейцев, которые выступали за спартанцев во время войны. С этой версией соглашаются историки Василий Васильевский и Георг Бузольт, полагая, что это гарантировало безопасность приверженцев спартанцев. Владимир Строгецкий привёл свой перевод второй части договора; по его мнению, «добрыми никого не делать» означает не предоставлять гражданские права. Аналогичного мнения придерживаются Хаксли и Картледж. По мнению Печатновой, остальная неизвестная часть договора, вероятно, была стереотипной: Тегея обязалась оказать помощь Спарте при восстании илотов, во время совместных войн военное руководство принадлежало Спарте, а Спарта обязалась предоставить защиту Тегее. Картледж же отметил, что стоит отличать этот договор о мире с договором о союзе. Н. Хаммонд отнёс заключение мира с Тегеей к 556 году до н. э. и считает, что в последующих договорах о союзе помимо перечисленных пунктов были: изгнание мессенцев, спартанские цари не обязаны сообщать причины военных кампаний, непрямое политическое влияние Спарты.

## Наследие
Печатнова считает, что договор между Спартой и Тегеей включал общий шаблон для последующих договоров между Спартой и принимаемых в Пелопоннесский союз: одинаковые друзья и враги со Спартой и следовать за спартанцами куда им угодно. По её мнению, возможно, модель этого договора распространилась на всю Аркадию. Она считает Тегею первой, кого можно было назвать членом Пелопоннесского союза.
Картледж отметил, что после подчинения Тегеи в Амиклах стал почитаться Агамемнон, отец Ореста, а спартанцы с этого времени могли называть себя законными преемниками ахейских правителей Пелопоннеса и выступать в качестве защитников всей Греции.

### Античная литература
- Геродот. Геродот. История в 9 кн. / Пер., предисл. и указатель Ф. Г. Мищенко. — 2-е. — М.: тип. Е. Г. Потапова, 1888. — Т. 2.
- Павсаний. Описание Эллады / перевод с древнегреческого С. П. Кондратьева. — СПб.: Алетейя, 1996. — Т. 1. — ISBN 5-89329-006-2.
- Плутарх. Застольные беседы / Изд. подгот. Боровский Я. М., Ботвинник М. Н., Брагинская Н. В., Гаспаров М. Л., Ковалева П. И., Левинская О. Л. — Л.: Наука, 1990. — ISBN 5-02-027967-6.

### Современная литература

#### На русском языке
- Васильевский В. Г. Политическая реформа и социальное движение в древней Греции в период её упадка. — Санкт-Петербург: Печатня В. Головина, 1869.
- Печатнова Л. Г. История Спарты (период архаики и классики). — СПб.: Гуманитарная Академия, 2001. — 510 с. — ISBN 5-93762-008-9.
- Строгецкий В. М. Полис и империя в классической Греции: Учебное пособие. — Н. Новгород: Нежинский государственный университет имени Николая Гоголя, 1991. — 244 с.
- Хаммонд Н.-Дж.-Л. Пелопоннес // Кембриджская история древнего мира: Расширение греческого мира. VIII—VI века до н. э.  / Под ред. Дж. Бордмэна и Н.-Дж.-Л. Хаммонда. Пер. с англ., подготовка текста, предисловие и примечания А. В. Зайкова. — Москва: Ладомир, 2007.

#### На английском языке
- Busolt G., Swoboda H., Jandebeur F. Griechische Staatskunde (нем.). — Dritte, neugestaltete Auflage. — C.H. Beck'sche Verlagsbuchhandlung, 1926.
- Cartledge P. Sparta and Lakonia: A Regional History 1300—362 BC (англ.). — second edition. — London and New York, 2002. — ISBN 0-203-47223-3.
- Huxley G. L. Early Sparta (англ.). — London: Harvard University Press, 1962. — 164 p. — ISBN 978-0389020400.
- Ogden D. Greek bastardy in the classical and Hellenistic periods (англ.). — Oxford: Clarendon Press, 1996.